# Gruaro
Gruaro est une commune italienne de la ville métropolitaine de Venise dans la région Vénétie en Italie.

## Histoire
En 1294, une hostie consacrée restée dans la nappe d'autel d'une église de la commune y aurait laissé des traces de sang, ce qui est considéré comme un miracle eucharistique. Ces traces sont visibles sur la "nappe sacrée" conservée dans la cathédrale de Valvasone.

## Administration
| Période                                  | Période | Identité | Étiquette | Qualité |
| ---------------------------------------- | ------- | -------- | --------- | ------- |
|                                          |         |          |           |         |
| Les données manquantes sont à compléter. |         |          |           |         |

### Hameaux
Bagnara, Giai, Boldara, la Sega, Malcanton, Ronci, Brusatotina, Mondina

### Communes limitrophes
Cinto Caomaggiore, Cordovado, Portogruaro, Sesto al Reghena, Teglio Veneto